# Uzbekistan ai Giochi della XXXI Olimpiade
L'Uzbekistan ha partecipato ai Giochi della XXXI Olimpiade, che si sono svolti a Rio de Janeiro, Brasile, dal 5 al 21 agosto 2016, con una delegazione di 70 atleti impegnati in 15 discipline. Portabandiera alla cerimonia di apertura è stato il pugile Bakhodir Jalolov, alla sua prima Olimpiade.
La rappresentativa uzbeka, alla sua sesta partecipazione ai Giochi estivi, ha conquistato in tutto 13 medaglie: 4 d'oro, 2 d'argento e 7 di bronzo, che le sono valse il ventunesimo posto nel medagliere complessivo. Tre delle quattro medaglie d'oro sono giunte dal pugilato, che insieme a due argenti e due bronzi hanno collocato l'Uzbekistan al primo posto nel medagliere di questa disciplina.

## Medagliere
| Medaglia | Atleta                        | Sport              | Evento             |
| -------- | ----------------------------- | ------------------ | ------------------ |
| Oro      | Hasanboy Dusmatov             | Pugilato           | Pesi mosca leggeri |
| Oro      | Shakhobidin Zoirov            | Pugilato           | Pesi mosca         |
| Oro      | Fazliddin Gaibnazarov         | Pugilato           | Pesi superleggeri  |
| Oro      | Ruslan Nurudinov              | Sollevamento pesi  | 105 kg maschile    |
| Argento  | Shakhram Giyasov              | Pugilato           | Pesi welter        |
| Argento  | Bektemir Melikuziev           | Pugilato           | Pesi medi          |
| Bronzo   | Diyorbek Urozboev             | Judo               | 60 kg maschile     |
| Bronzo   | Rishod Sobirov                | Judo               | 66 kg maschile     |
| Bronzo   | Elmurat Tasmuradov            | Lotta greco-romana | 59 kg              |
| Bronzo   | Ikhtiyor Navruzov             | Lotta libera       | 65 kg maschile     |
| Bronzo   | Magomed Idrisovitch Ibragimov | Lotta libera       | 97 kg maschile     |
| Bronzo   | Rustam Tulaganov              | Pugilato           | Pesi massimi       |
| Bronzo   | Murodjon Akhmadaliev          | Pugilato           | Pesi gallo         |

## Risultati

### Nuoto
| Atleta          | Evento      | Batterie | Batterie   | Semifinali | Semifinali | Finale          | Finale          |
| Atleta          | Evento      | Tempo    | Classifica | Tempo      | Classifica | Tempo           | Classifica      |
| --------------- | ----------- | -------- | ---------- | ---------- | ---------- | --------------- | --------------- |
| Ranohon Amanova | 400 m misti | 4:52"15  | 33ª        | N.D.       | N.D.       | non qualificata | non qualificata |